# Notoraja
Notoraja és un gènere de peixos de la família dels raids i de l'ordre dels raïformes.

## Taxonomia
- Notoraja azurea (McEachran & Last, 2008)[3]
- Notoraja laxipella (Yearsley & Last, 1992)[4]
- Notoraja lira (McEachran & Last, 2008)[3]
- Notoraja ochroderma (McEachran & Last, 1994)[5]
- Notoraja sapphira (Séret & Last, 2009)[6]
- Notoraja sticta (McEachran & Last, 2008)[3]
- Notoraja tobitukai (Hiyama, 1940)[7][8][9][10][11][12][13]